# Родина (Тверская область)
Родина — опустевшая деревня в Спировском районе Тверской области.

## География
Находится в центральной части Тверской области на расстоянии приблизительно 41 км на северо-восток по прямой от районного центра поселка Спирово.

## История
На дореволюционных картах не отмечалась. Отмечена на карте 1941 года как Красная Родина. До 2021 года входила в состав Козловского сельского поселения Спировского района до его упразднения.

## Население
Численность населения: приблизительно 10 человек (1982 год), 0 как в 2002 году, так и в 2010.